# 河崎晴美
河崎 晴美（かわさき はるみ、1989年7月23日 - ）は、愛知県出身の現役女子大生グラビアアイドル、レースクイーンである。元ヴィズミックスター所属。

## 来歴
- 事務所のスカウトで芸能界デビュー。
- 2008年4月、『ヤングサンデー』の「YS乙女学院'08」に学生番号09としてエントリー、グラビア偏差値70越えの抜群のBODYと評価される[2]。
- 2009ARTA(エーアールティーエー、AUTOBACS Racing Team AGURI) GALに選ばれ、レースクイーンデビュー[1]。
- 2011年2月、H.I.S. Presents 名古屋ガールズグランプリ・初代シンデレラガールに選ばれる[3]。

## 人物
- 趣味：カラオケ
- 特技：ピアノ、ジャズダンス
- 大学での専攻は情報ネットワーク[4]

## 作品

### DVD
- アップロード (2008年10月25日、ケイネットワーク)
- すがお・素顔・SUGAO (2009年1月25日、ケイネットワーク)
- CARA (2009年5月28日、デジワークス)

## 出演

### テレビ
- スカパー!夏アイドルオールスター水泳大会 2009in としまえん(2009/08/02 スカチャンHD190）[5]

### 雑誌
- funride (2009年7月号表紙)